# Me and Bobby McGee
"Me and Bobby McGee" pjesma je koju su 1969. godine napisali Kris Kristofferson i Fred Foster, i koju je prvi otpjevao Roger Miller na albumu Roger Miller 1970. Kris Kristofferson također je objavio singl pjesme 1969.
Veliki broj glazbenika napravio je obradu ove pjesme, između ostalih Janis Joplin na postumnom albumu Pearl, čija inačica je najpoznatija i nalazi se na Rolling Stonesovom popisu 500 najboljih pjesama svih vremena. I drugi poznati glazbenici poput Johnnyja Casha i Grateful Dead objavili su svoje obrade pjesme, kao i Dolly Parton na albumu Those Were the Days 2005. Bill Haley je također obradio pjesmu a glazbenica Pink je pjevala pjesmu na koncertima.